# Alan Page
Alan Cedric Page (* 7. August 1945 in Canton, Ohio) ist ein ehemaliger US-amerikanischer American-Football-Spieler und heutiger Richter. Er spielte als Defensive Tackle in der National Football League (NFL) für die Minnesota Vikings und die Chicago Bears.

## Jugend
Alan Page wurde als Sohn von Howard und Georgianna Page geboren. Er hat noch drei Geschwister. Seine Familie lebte in Canton in bescheidenen wirtschaftlichen Verhältnissen. Seine Mutter arbeitete als Aushilfe in einem Country Club, sein Vater betrieb mehrere Bars. Ab 1959 besuchte er in seiner Geburtsstadt die High School. Auf der Schule spielte er neben Football auch Basketball und war als Leichtathlet aktiv. Bereits als Kind hatte er den Wunsch Jurist zu werden.
Um sich etwas Geld zu verdienen, verdingte sich Page als Bauarbeiter und war u. a. am Bau der Pro Football Hall of Fame beteiligt, die in seiner Heimatstadt Canton steht. Er ist das einzige Mitglied der Pro Football Hall of Fame, der dieses Gebäude miterrichtet hat.

## Spielerlaufbahn

### Collegekarriere
Page erhielt im Jahr 1964 ein Stipendium an der University of  Notre Dame. Er studierte dort Politikwissenschaft. Page wurde von dem Head Coach Ara Parseghian der dortigen Footballmannschaft, den Notre Dame Fighting Irish, in der Defensive Line als Defensive End eingesetzt. Page gewann zusammen mit dem späteren NFL-All-Star Bob Kuechenberg und dem Runningback Rocky Bleier  im Jahr 1966 die nationale Meisterschaft. In dieser Saison hatte seine Mannschaft neun von zehn Spielen gewonnen und einmal unentschieden gespielt. Die amerikanische Sportpresse erklärte daraufhin die Fighting Irish zum nationalen Collegemeister. Im Jahr 1966 wurde Page auch zum All American gewählt. Von seinem College wurde er aufgrund seiner sportlichen Leistungen dreimal ausgezeichnet.

### Profikarriere
Obwohl Alan Page nicht damit rechnete in der NFL-Karriere machen zu können, zeigten zahlreiche NFL Clubs, wie die Cleveland Browns an einer Verpflichtung von Page Interesse. Letztendlich wurde er im Jahr 1967 von den Minnesota Vikings in der ersten Runde der NFL Draft als 15. Spieler ausgewählt. Page wurde vom Head Coach der Mannschaft Bud Grant in der Defensive Line als Defensive Tackle eingesetzt. Zusammen mit den Defensive Ends Jim Marshall, Carl Eller und dem Defensive Tackle Gary Larsen, die schon bei den Vikings unter Vertrag standen, bildeten die vier Spieler eine gefürchtete Defensive Line, die als Purple People Eaters (deutsch: lilafarbene Menschenfresser – der Name orientiert sich an der Trikotfarbe der Vikings) in die Geschichte der NFL eingingen. Da es den Vikings gelungen war die Offense der Mannschaft mit Spielern wie Ron Yary und Fran Tarkenton zu verstärken, entwickelte sich das Team zu einer der führenden Mannschaften in der NFL.
Page konnte im Jahr 1969 mit seiner Mannschaft seinen ersten Meistertitel als Profispieler gewinnen. Die Vikings gewannen das letzte NFL-Endspiel vor dem Zusammenschluss mit der American Football League (AFL) gegen die Cleveland Browns mit 27:7, verloren aber den Super Bowl IV gegen die Kansas City Chiefs mit 23:7. In den nächsten beiden Jahren gelang es Page mit seinem Team jeweils in die Play-offs einzuziehen, wo die Mannschaft aber jeweils frühzeitig scheiterte. Page und den Vikings gelang es danach dreimal das NFC Championship Game zu gewinnen. 1973 wurde das Endspiel gegen die von Tom Landry betreuten Dallas Cowboys mit 27:10 gewonnen. Diesem Sieg stand allerdings eine 24:7-Niederlage gegen die von Don Shula betreuten Miami Dolphins im Super Bowl VIII entgegen.
In der folgenden Spielzeit wurden im NFC Titelspiel die Los Angeles Rams mit 14:10 besiegt, erneut unterlag Page aber mit den Vikings im Super Bowl. Die von Chuck Noll betreuten Pittsburgh Steelers mit seinem ehemaligen Mitspieler Rocky Bleier konnten sich mit 16:6 im Super Bowl IX durchsetzen. Im Jahr 1976 gewann Page seinen vierten Meistertitel. Erneut trafen die Vikings im NFC-Endspiel auf die von Chuck Knox betreuten Rams und nochmals musste sich die Mannschaft aus Los Angeles dem Team aus Minneapolis geschlagen geben, diesmal mit 24:13. Page zog damit in seinen vierten Super Bowl ein, doch auch dieses Spiel brachte ihm nicht den erhofften Super Bowl Gewinn ein. Die Oakland Raiders unter ihrem Trainer John Madden behielten mit 32:14 im Super Bowl XI die Oberhand.
Alan Page gelang es nie einen Super Bowl zu gewinnen. Im Laufe der Saison 1978 wechselte er zu den Chicago Bears. Nach dem Spieljahr 1981 beendete er in Chicago seine Spielerlaufbahn. Alan Page lief in 218 Spielen für die Vikings und die Bears auf. Es gelangen ihm dabei 148,5 Sacks, 23 mal konnte er einen Fumble sichern. Page war von 1970 bis 1974 und in den Jahren 1976 und 1977 Repräsentant der Spielergewerkschaft National Football League Players Association (NFLPA).

## Ehrungen
Alan Page spielte neunmal im Pro Bowl und wurde elfmal zum All-Star gewählt. In den Jahren 1971 und 1973 erfolgte die Wahl zum NFL Defensive Player of the Year, zudem wurde er im Jahr 1971 zum NFL Most Valuable Player gewählt. Er ist Mitglied im Minnesota Vikings 25th Anniversary Team, im Minnesota Vikings 40th Anniversary Team, im NFL 1970s All-Decade Team, in der College Football Hall of Fame und in der Pro Football Hall of Fame. Die Vikings ehren ihn zudem im Hubert H. Humphrey Metrodome auf dem Ring of Honor und haben seine Rückennummer gesperrt.
Im November 2018 kündigte US-Präsident Donald Trump an, Alan Page die Presidential Medal of Freedom zu verleihen.

## Nach der Spielerlaufbahn
Page studierte noch während seiner Spielerlaufbahn ab dem Jahr 1975 Jura an der University of Minnesota Law School. Im Jahr 1978 wurde er zum Doktor der Rechte ernannt. Er arbeitete zunächst als Rechtsanwalt in Minneapolis und war ab dem Jahr 1985 als stellvertretender Attorney General von Minnesota tätig. Zeitgleich zu seiner Tätigkeit als Rechtsanwalt trat Page auch als Fernseh- und Rundfunkmoderator bei der Übertragung von Footballspielen in Erscheinung. Im Jahr 1992 wurde er als Richter an den Minnesota Supreme Court, das höchste Gericht in Minnesota, berufen. Diese Position hatte er bis 2015 inne. Alan Page ist verheiratet und hat vier Kinder. Im Jahr 1988 gründete er die Page Education Association. Die Stiftung unterstützt benachteiligte Studenten.

## Quelle
- John C. Walter, Malina Iida, Better Than the Best: Black Athletes Speak, 1920-2007 (V Ethel Willis White Books), University of Washington Press, 2010, ISBN 978-0-295-99053-8

| Personendaten    | Personendaten                                                    |
| ---------------- | ---------------------------------------------------------------- |
| NAME             | Page, Alan                                                       |
| ALTERNATIVNAMEN  | Page, Alan Cedric (vollständiger Name)                           |
| KURZBESCHREIBUNG | US-amerikanischer American-Football-Spieler und heutiger Richter |
| GEBURTSDATUM     | 7. August 1945                                                   |
| GEBURTSORT       | Canton, Ohio                                                     |